# Armand Leclaire
Armand Leclaire (* 9. September 1888 in Montreal; † 6. August 1931) war ein kanadischer Schauspieler und Theaterautor.

## Leben
Leclaire besuchte das Conservatoire Lassalle und das Collège de Montréal. 1912 heiratete er Rose-Alma Ouellette, eine Schwester der Schauspielerin Bella Ouellette, die mit dem Theaterleiter Fred Barry verheiratet war. Vermutlich gehörte er Barrys Truppe als Schauspieler an. Er verfasste fast vierzig Theaterstücke, von denen jedoch viele ungedruckt und ungespielt blieben.
Das erste dieser Stücke war Le jardin des Oliviers und kam, wie praktisch alle seine Stücke, die aufgeführt wurden, unter der Leitung von Barry auf die Bühne. Für die Aufführungen der Barry-Truppe schrieb er auch viele Chansontexte. In den Stücken Le petit maître d'école (1916) und Laurier (1929) thematisierte er die Probleme zwischen englisch- und französischsprachigen Kanadiern. Mehrere seiner Dramen (Le petit maître d'école, Entre deux civilizations, Laurier, Fleur d'Irlande und Le ménestrel) und einige seiner Gedichte befinden sich im Bestand der Nationalbibliothek bzw. der Universitätsbibliothek von Quebec.